# Hôtel de Ville (Arpajon)

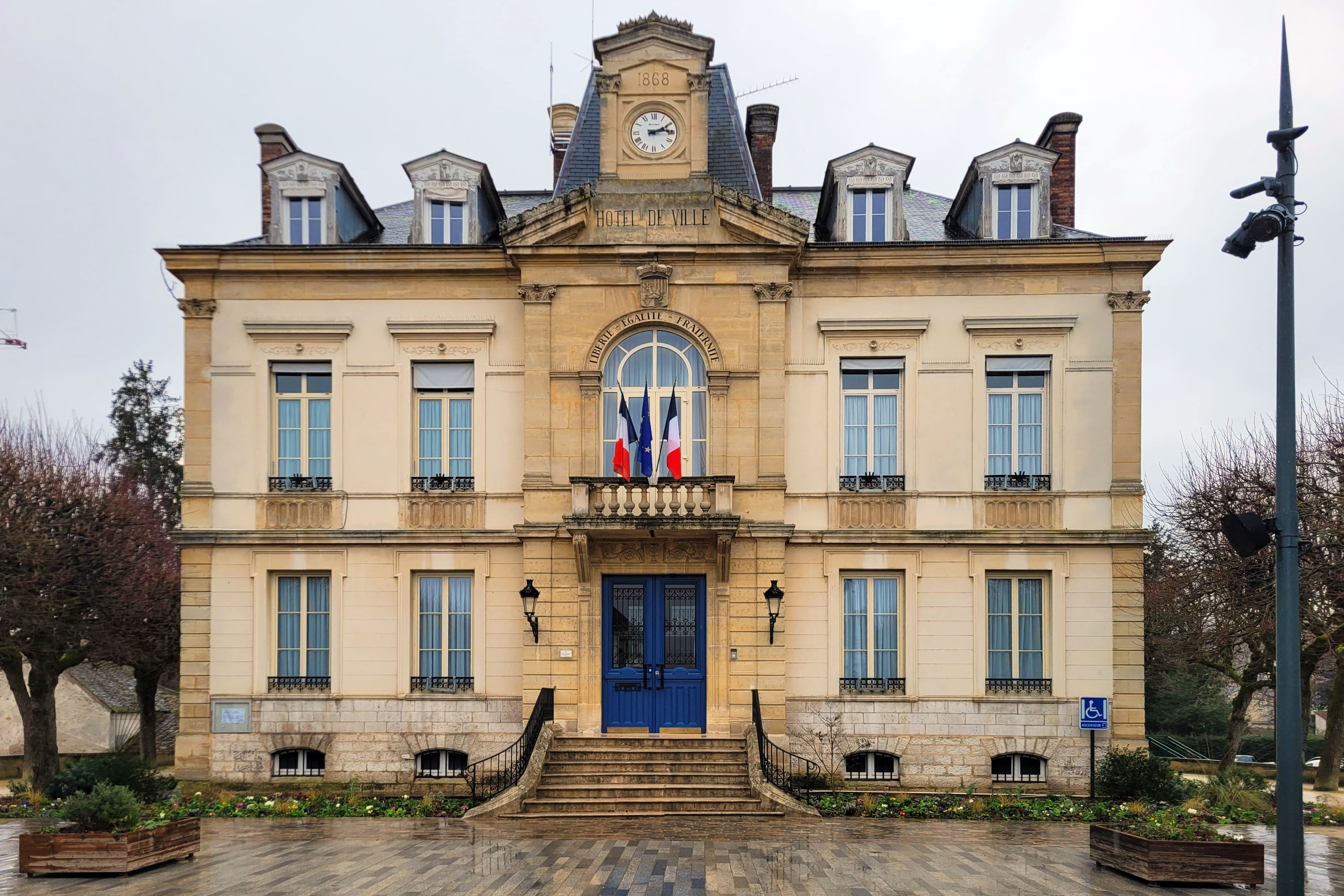
Hôtel de Ville in Arpajon

Das Hôtel de Ville (deutsch Rathaus) in Arpajon, einer französischen Stadt im Département Essonne in der Region Île-de-France, wurde 1868 errichtet. Das Rathaus an der Place de la Mairie wurde von dem Architekten Laroche aus Corbeil erbaut. 
Das zweigeschossige Gebäude steht an einem Platz, an dem 1777 Philippe de Noailles ein Ensemble von vier ähnlichen Gebäuden errichten ließ. Zwei der ehemals vier Pavillons wurden für den Bau des Rathauses abgerissen.
Hinter dem Hôtel de Ville befindet sich ein öffentliches Waschhaus.